# Università di Scienze Gastronomiche
La Universidad de la Ciencia Gastronómica (Università di Scienze Gastronomiche) es una universidad especializada en el estudio de la ciencia gastronómica cuya sede oficial se encuentra en la ciudad de Pollenzo. Su fundación data del año 2004 en respuesta de la creciente demanda en el mundo alimentario de profesionales con conocimientos en la estrategia de producción, trasformación, promoción y comercialización de productos alimentarios. Es considerada la primera Universidad en su género.

## Historia
Uno de los promotores iniciales fue Carlo Petrini, el creador de la corriente slow food. Aunque comienza a populaizarse la idea y las actividades administrativas inician en 2003, no es hasta el 5 de agosto de 2004 cuando comienza la primera etapa docente de la Universidad. 

## Diseño educativo y Programas
Fundada por el Movimiento Slow Food y situada en el corazón de la región de la comida y el vino de Piemonte, Italia, la Universidad apoya un diseño educativo único, basado en: 
- Aprendizaje interdisciplinario.
- Experiencia práctica.
- Viajes de estudio alrededor del mundo.

El carácter distintivo de los programas de la Universidad atrae a estudiantes de docenas de países diferentes que están interesados en un proyecto educativo original que combina estudio y práctica, libros y testimonios de vida, ciencia, administración, artesanía y conocimientos tradicionales. Estos programas se complementan con experiencias en los viajes de estudio, diseñadas para permitir el contacto directo con pequeños productores, agricultores, pastores, pescadores, "comunidad alimentaria" gestionada por Slow Food en el marco del proyecto Terra Madre y varias empresas de la industria agroalimentaria para experimentar de primera mano diversas regiones del mundo y sus culturas gastronómicas tradicionales.
Los programas de la Universidad de la Ciencia Gastronómica ofrecen una perspectiva integral de los alimentos: desde el punto de vista cultural, social, económico, de comunicación y marketing. Los programas actuales son los siguientes: 
- Licenciatura en "Gastronomic Sciences and Cultures"
- Postgrado en "Sustainable Food Innovation & Management"
- Postgrado en "International Gastronomies and Food Geo-Politics;
- Master en "Contemporary Food Heritage";
- Master en "New Food Thinking";
- Master en "Food Culture, Communication & Marketing";
- "Master of Gastronomy - World Food Cultures and Mobility";
- "Master of Applied Gastronomy: Culinary Arts";
- Master en "Agroecology and Food Sovereignty";
- Master en "Wine Culture and Communication";
- Master en "Design for Food" (together with Polytechnic University of Milan).

## Asociación de Amigos y Club de Socios Estratégicos de la Universidad
La Universidad cuenta con el apoyo de más de 130 empresas pertenecientes al sector agroalimentario, así como de instituciones que apoyan actividades de investigación y participan activamente en la vida universitaria. Estas em- presas e instituciones conforman la Asociación de Amigos y Club de Socios Estratégicos de la Universidad de Ciencias Gastronómicas. 